# Shanne Braspennincx
Shanne Braspennincx, née le 18 mai 1991 à Turnhout en Belgique, est une coureuse cycliste sur piste néerlandaise. Spécialiste des épreuves de vitesse, elle est notamment championne olympique du keirin en 2020, vice-championne du monde du keirin en 2015 et vice-championne du monde de vitesse par équipes en 2018.

## Biographie
En 2011, Shanne Braspennincx est troisième aux championnats des Pays-Bas de cyclisme sur piste en keirin et en vitesse. L'année suivante, elle est troisième également en keirin et en 500 mètres contre-la-montre.
Lors du championnat d'Europe espoirs (moins de 23 ans) à Anadia, elle remporte le titre en keirin et conjointement avec Elis Ligtlee en vitesse par équipes. En 2013, elle est championne des Pays-Bas en keirin. Lors du championnat d'Europe élite 2014, elle remporte deux médailles d'argent en vitesse par équipes et en keirin. 
Aux mondiaux sur piste 2015, elle décroche l'argent en keirin, sa première médaille mondiale.
Fin 2015, Braspennincx subit lors d'un camp d'entraînement dans le Colorado une crise cardiaque et ne peut participer aux championnats d'Europe 2015. En raison d'un traitement inadapté aux États-Unis durant son hospitalisation, elle risque de ne plus pouvoir participer à des courses cyclistes. En février 2016, elle retourne aux Pays-Bas où son cardiologue la déclare apte à poursuivre sa carrière de haut niveau. Cette même année, elle est nommée remplaçante pour les Jeux olympiques de Rio de Janeiro, mais elle ne participe à aucune épreuve.
Aux mondiaux 2018, organisés à domicile, à Apeldoorn, elle devient vice-championne du monde de vitesse par équipes aux côtés de Kyra Lamberink, Laurine van Riessen et Hetty van de Wouw.
Aux Jeux européens de 2019 à Minsk, elle décroche deux médailles : l'argent en keirin et en vitesse par équipes avec Kyra Lamberink. Aux championnats d'Europe de la même année, elle termine troisième avec Lamberink de la vitesse par équipes.
Lors des Jeux olympiques de 2020 à Tokyo, elle obtient le plus grand succès de sa carrière en remportant la médaille d'or sur le keirin. En octobre 2021, elle devient championne d'Europe de vitesse individuelle et par équipes. Elle est également élue comme représentante des cyclistes sur piste à la Commission des Athlètes de l'Union Cycliste Internationale.
Manquant de motivation, elle met un terme à sa carrière à 32 ans le 29 février 2024.

## Vie privée
Shanne Braspennincx est en couple avec le pistard Jeffrey Hoogland depuis 2019.

## Palmarès sur piste

### Jeux olympiques
- Tokyo 2020
  -  Championne olympique du keirin
  - 4e de la vitesse par équipes
  - 7e de la vitesse individuelle

### Championnats du monde
| Épreuve / Édition              | 500 mètres | Keirin   | Vitesse individuelle              | Vitesse par équipes     |
| Cali 2014                      | 13e        | 1er tour | 1er tour                          | 11e (avec Elis Ligtlee) |
| Saint-Quentin-en-Yvelines 2015 |            | Argent   |                                   | 5e (avec Elis Ligtlee)  |
| Hong Kong 2017                 | 5e         |          | 20e (éliminée en 1/16e de finale) |                         |
| Apeldoorn 2018                 |            | 5e       | 6e (éliminée en quart de finale)  | Argent                  |
| Pruszków 2019                  |            | 5e       |                                   | 5e                      |
| Berlin 2020                    |            | 12e      | 9e                                |                         |
| Roubaix 2021                   |            | 7e       | 7e                                |                         |
| Saint-Quentin-en-Yvelines 2022 |            | 6e       |                                   | 4e                      |
| Glasgow 2023                   | 15e        |          |                                   | 4e                      |

### Coupe du monde
- 2014-2015
  - 2e du keirin à Cali
  - 2e de la vitesse par équipes à Cali
- 2016-2017
  - 2e de la vitesse par équipes à Apeldoorn
- 2017-2018
  - 2e de la vitesse à Milton
  - 2e du keirin à Manchester
  - 3e du keirin à Milton
- 2018-2019
  - 3e de la vitesse par équipes à Londres

### Coupe des nations
- 2022
  - 2e de la vitesse par équipes à Cali
  - 3e du keirin à Cali

### Ligue des champions
- 2022
  - 2e du keirin à Londres (II)
  - 3e du keirin à Berlin
  - 3e de la vitesse à Londres (I)

### Championnats d'Europe
| Épreuve / Édition     | 500 mètres | Keirin | Vitesse | Vitesse par équipes                                  |
| Anadia 2012 (espoirs) | 6e         | 6e     | 7e      | Bronze (avec Rijkhoff)                               |
| Anadia 2013 (espoirs) |            | Or     |         | Or (avec Lightlee)                                   |
| Apeldoorn 2013        |            | 8e     |         |                                                      |
| Baie-Mahault 2014     | 9e         | Bronze |         | Bronze (avec Lightlee)                               |
| Glasgow 2016          | 6e         | 9e     |         |                                                      |
| Berlin 2017           |            |        |         | Bronze (avec Lamberink et van de Wouw)               |
| Glasgow 2018          |            | 10e    | 5e      | 4e                                                   |
| Apeldoorn 2019        |            | 4e     | 7e      | Bronze                                               |
| Granges 2021          |            | 7e     | Or      | Or (avec Lamberink, van der Peet et van de Wouw)     |
| Munich 2022           |            |        |         | Argent (avec Lamberink, van der Peet et van de Wouw) |

### Jeux européens
| Édition / Épreuve | Keirin | Vitesse par équipes |
| Minsk 2019        | Argent | Bronze              |

### Championnats nationaux
- Championne des Pays-Bas du keirin en 2013 et 2019
- Championne des Pays-Bas de vitesse par équipes en 2016
- Championne des Pays-Bas du 500 mètres en 2019

## Palmarès sur route
- 2009
  - 1re et 2e étapes du Circuit de Borsele juniors